# René François Rohrbacher
Pour les personnes ayant le même patronyme, voir Rohrbacher.
René François Rohrbacher, né le 27 septembre 1789 à Langatte, commune proche de la ville de Sarrebourg, et mort le 17 janvier 1856 à Paris, est un prêtre, théologien, historien ecclésiastique.

## Biographie

### Jeunesse
René François Rohrbacher est le fils de l’instituteur du village et chantre de l’église Nicolas Rohrbacher et de son épouse, Catherine Gantener. Son parrain de baptême est François René de Frimont, prêtre de la paroisse de Langatte et voisin de ses parents. Janséniste, celui-ci devient vicaire épiscopal de l’évêché de la Meurthe (Langatte se trouvait à l'époque dans l'ancien département de la Meurthe).
René François Rohrbacher a un goût pour le travail intellectuel et souhaite faire des études. Écolier, il fait des conférences à ses camarades de classe, dans un coin du cimetière du village, situé à proximité de la maison de ses parents. Un décret de Napoléon Bonaparte demande à chaque famille de sept garçons et plus d’en inscrire un dans un lycée ou une école d'arts et métiers, en échange d'une aide financière. Trois familles se trouvent dans ce cas à Langatte et le jeune Rohrbacher trouve regrettable qu’aucun enfant de ces trois familles ne demande à bénéficier de ces avantages financiers pour ses études.

### Études et ordination
Rohrbacher étudie dans un premier temps à Sarrebourg puis à Phalsbourg et achève ses études classiques à l'âge de dix-sept ans. Il enseigne pendant trois années à Phalsbourg avant de rejoindre, en 1810, le séminaire de Nancy. Ordonné prêtre en 1812, il est d'abord nommé auxiliaire à Insming puis est finalement transféré après six mois à Lunéville. Une mission prêchée en 1821 à Flavigny-sur-Moselle conduit à la création d'un groupe diocésain.

### Prêtre, enseignant et écrivain
En 1827, Rohrbacher se rend en Bretagne pour rejoindre la communauté de la Chénaie, rattachée à la Congrégation de Saint-Pierre et dont le supérieur général est Félicité de La Mennais. De 1827 à 1835, il dirige les études philosophiques et théologiques des jeunes ecclésiastiques au noviciat situé à Malestroit. Lors des études il enseigne le principe selon lequel la religion parle d'une histoire qui remonte à l'origine du monde :
« Je posais en principe, avec le commun des théologiens, que l'Eglise catholique dans son état actuel remonte jusqu'à Jésus Christ, et que de Jésus Christ, dans un état différent, elle remonte, par les prophètes et les patriarches, jusqu'au premier homme qui fut de Dieu. »
Durant le premier semestre 1832, sous la conduite de l'archevêque de Toulouse David d'Astros, un recueil de 38 puis 56 propositions condamnables, contenues dans les ouvrages de La Mennais, Gerbet, Rohrbacher et dans des articles de l'Avenir, est établi, approuvé par de nombreux évêques de France et transmis à Rome pour approbation. L'encyclique Mirari vos de Grégoire XVI est publiée le 15 août 1832, condamnant implicitement les thèses libérales de La Mennais.
Quand La Mennais refuse de se soumettre à la condamnation prononcée contre lui par Rome, Rohrbacher se sépare de lui et devient professeur d'histoire de l'Église au séminaire de Nancy.
Le doctorat en théologie sacrée qui lui est conféré par l'Université catholique de Louvain en 1841 est honoris causa, bien que Rohrbacher l'utilise parfois après son nom sans noter qu'il était honorifique. Le certificat de doctorat est conservé dans le dossier "Rohrbacher", chemise I, dans les archives de la congrégation du Saint-Esprit de Paris. Le certificat, daté du 15 avril 1841 est accompagné d'une note manuscrite de Petrus-Franciscus de Ram, recteur de l'université, datée du 15 mai 1841, sur laquelle il précise que cette attribution est un hommage au travail rendu : « Vous avez rendu par vos travaux tant de services à la religion, vous avez toujours montré tant d'attachement pour l'université catholique de Louvain, que nous avons cru devoir vous donner quelque marque de notre reconnaissance et quelque souvenir du séjour que vous avez fait à Louvain. Le diplôme ci-joint de docteur en Théologie servira donc à acquitter envers vous la faible partie d'une dette de reconnaissance et d'estime » .
En 1850, il est également chanoine honoraire de la cathédrale, directeur du grand séminaire et membre de la société nationale de Nancy.

### Mort
Enfin, il se retire à Paris où il passe les dernières années de sa vie. Il meurt au no 30 de la rue Lhomond, le 17 janvier 1856, à 5 h 30 du matin. Ses funérailles, présidées par Mgr Menjaud, évêque de Nancy et aumônier de Napoléon III, sont célébrées dans la chapelle du séminaire de la congrégation du Saint-Esprit, située au no 30 de la rue Lhomond.
L'un de ses descendants, Flavius Damien, célèbre bourgmestre et grand contrôleur du Trésor de Sarreguemines, devient seigneur du Béarn puis co-prince d'Andorre.

## Œuvres
- Catéchisme du sens commun et de la philosophie catholique, 1825 (lire en ligne)
- Histoire universelle de l'Église catholique (14 volumes) (BNF 38839457, lire en ligne). Il s'agit de son ouvrage principal, commencé en 1826[5]. Plusieurs éditions ont été publiées et des suites ont été ajoutées par Chantrel et Guillaume. Écrit d'un point de vue apologétique, ce travail a contribué à l'extirpation du gallicanisme de l'Église en France. Bien que parfois non critique et exempt de grâce littéraire, cet ouvrage reste d'une grande utilité pour ceux qui étudient l'histoire ecclésiastique. Il a été traduit en allemand, partiellement remanié par Franz Hülskamp, Hermann Rump et de nombreux autres auteurs.

- Vies des saints pour tous les jours de l'année à l'usage du clergé et du peuple fidèle, Paris, Gaume, 1853, six volumes. (6 volumes : I. Janvier-février ; II. Mars-avril ; III. Mai-juin ; IV. Juillet-août ; V. Septembre-octobre ; VI. Novembre-décembre), Paris, Gaume frères, 1853-1854 (BNF 31236866)

- Pour les autres travaux de Rohrbacher, voir Hurter, Nomenclator Lit., III [ Innsbruck, 1895 ], 1069-71.